# Ludwig Augustinsson
Hans Carl Ludwig Augustinsson (Stockholm, 21 april 1994) is een Zweeds voetballer die doorgaans als linksback speelt. Sinds de zomer van 2023 speelt de vleugelverdediger voor RSC Anderlecht. Eerder kwam hij uit voor onder meer Göteborg, Kopenhagen, Werder Bremen en  Sevilla. Augustinsson debuteerde in 2015 in het Zweeds voetbalelftal.

## Clubcarrière
Augustinsson stroomde door vanuit de jeugd van IF Brommapojkarna. Hij debuteerde op 20 augustus 2011 in de Allsvenskan, tegen Östers IF. Op 8 april 2012 maakte hij zijn eerste competitietreffer, tegen Landskrona BoIS. In januari 2013 verhuisde hij naar IFK Göteborg.
Na 29 competitieduels in het shirt van IFK Göteborg verhuisde Augustinsson in januari 2014 naar FC Kopenhagen. Hiervoor debuteerde hij op 22 februari 2015 in de Superligaen, tegen FC Vestsjælland. In die wedstrijd maakte hij meteen zijn eerste treffer voor de hoofdstedelingen. Augustinsson speelde drie seizoenen voor Kopenhagen en speelde hiermee in 2016/17 zijn eerste wedstrijden in de Champions League, tegen FC Porto, Club Brugge en Leicester City. Hij werd twee keer landskampioen met de Denen en won drie keer de nationale beker.
Augustinsson verruilde FC Kopenhagen in juli 2017 voor Werder Bremen. Hij werd net als in Zweden en Denemarken basisspeler en bleef dat twee seizoenen. Gedurende 2019/20 hielden knie- en spierblessures hem het grootste deel van het seizoen aan de kant. Ook in 2020/21 kampte hij regelmatig met verschillende blessures. Hij was zo deels medeverantwoordelijk voor en deels hulpeloos toeschouwer bij de degradatie van Werder Bremen naar de 2. Bundesliga. Augustinsson daalde niet mee af, want Sevilla haalde hem in augustus 2021 naar Spanje. Coach Julen Lopetegui raakte echter niet overtuigd van hem. Hij zat dat seizoen net zo vaak op de bank als dat hij op het veld stond. Sevilla verhuurde hem in 2022/23 voor een halfjaar aan Aston Villa  en daarna voor een halfjaar aan Mallorca. Op 16 augustus 2023 vertrok hij op huurbasis naar RSC Anderlecht, dat hem een jaar later definitief overnam zonder een transferbedrag te moeten betalen. Hij kreeg een contract tot 30 juni 2027.

## Clubstatistieken
| Seizoen     | Club              | Competitie       | Competitie | Competitie | Beker | Beker | Internationaal | Internationaal | Totaal | Totaal |
| Seizoen     | Club              | Competitie       | Wed.       | Dlp.       | Wed.  | Dlp.  | Wed.           | Dlp.           | Wed.   | Dlp.   |
| ----------- | ----------------- | ---------------- | ---------- | ---------- | ----- | ----- | -------------- | -------------- | ------ | ------ |
| 2011        | IF Brommapojkarna | Superettan       | 3          | 0          | 1     | 0     | —              | —              | 4      | 0      |
| 2012        | IF Brommapojkarna | Superettan       | 27         | 2          | 0     | 0     | —              | —              | 27     | 2      |
| Club totaal | Club totaal       | Club totaal      | 30         | 2          | 1     | 0     | 0              | 0              | 31     | 2      |
| 2013        | IFK Göteborg      | Allsvenskan      | 1          | 0          | 2     | 0     | 0              | 0              | 3      | 0      |
| 2014        | IFK Göteborg      | Allsvenskan      | 28         | 1          | 5     | 0     | 0              | 0              | 33     | 1      |
| 2015        | IFK Göteborg      | Allsvenskan      | 0          | 0          | 1     | 0     | 5              | 0              | 6      | 0      |
| Club totaal | Club totaal       | Club totaal      | 29         | 1          | 8     | 0     | 5              | 0              | 42     | 1      |
| 2014/15     | FC Kopenhagen     | Superligaen      | 15         | 1          | 4     | 1     | 0              | 0              | 19     | 2      |
| 2015/16     | FC Kopenhagen     | Superligaen      | 31         | 1          | 4     | 0     | 4              | 0              | 39     | 1      |
| 2016/17     | FC Kopenhagen     | Superligaen      | 32         | 1          | 2     | 1     | 16             | 0              | 50     | 2      |
| Club totaal | Club totaal       | Club totaal      | 78         | 3          | 10    | 2     | 20             | 0              | 108    | 5      |
| 2017/18     | Werder Bremen     | Bundesliga       | 29         | 1          | 4     | 0     | —              | —              | 33     | 1      |
| 2018/19     | Werder Bremen     | Bundesliga       | 34         | 1          | 5     | 0     | —              | —              | 39     | 1      |
| 2019/20     | Werder Bremen     | Bundesliga       | 12         | 0          | 1     | 0     | —              | —              | 13     | 0      |
| 2020/21     | Werder Bremen     | Bundesliga       | 23         | 0          | 5     | 0     | —              | —              | 28     | 0      |
| Club totaal | Club totaal       | Club totaal      | 98         | 2          | 15    | 0     | 0              | 0              | 113    | 2      |
| 2021/22     | Sevilla           | Primera División | 19         | 0          | 3     | 0     | 5              | 0              | 27     | 0      |
| 2022/23     | → Aston Villa     | Premier League   | 3          | 0          | 2     | 0     | —              | —              | 5      | 0      |
| 2022/23     | → Mallorca        | Primera División | 4          | 0          | 0     | 0     | —              | —              | 4      | 0      |

Bijgewerkt t/m 29 juni 2023

## Interlandcarrière

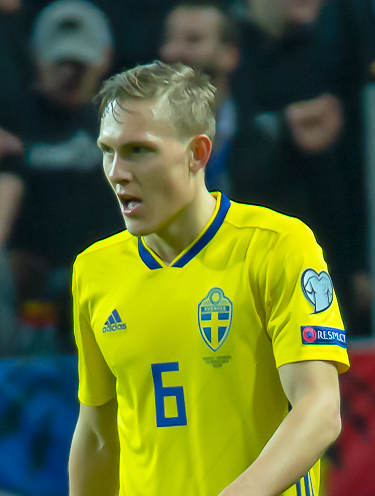
Augustinsson voor Zweden in 2019

Augustinsson debuteerde op 15 januari 2015 voor Zweden in een oefeninterland tegen Ivoorkust. Hij mocht in de basiself beginnen en werd na 74 minuten vervangen door Simon Gustafson. Zweden won met 2–0. Vier dagen later mocht de linksachter opnieuw in de basisploeg beginnen een de oefeninterland tegen Finland. Hij werd in de rust gewisseld. Zweden verloor met 0–1. In juni 2015 won Augustinsson met Zweden –21 het Europees kampioenschap voor spelers onder 21 jaar in Tsjechië. In de finale werd Portugal –21 verslagen na strafschoppen. Augustinsson behoorde tot de Zweedse selectie op het Europees kampioenschap voetbal 2016 in Frankrijk. Zweden werd uitgeschakeld in de groepsfase na nederlagen tegen Italië (0–1) en België (0–1) en een gelijkspel tegen Ierland (1–1). Hij kwam dat toernooi zelf niet in actie. Augustinsson maakte tevens deel uit van de nationale selectie die onder leiding van bondscoach Janne Andersson deelnam aan het WK 2018 in Rusland. Zweden kwam tot de kwartfinale, waarin het verloor van Engeland. Augustinsson speelde alle vijf de wedstrijden van Zweden van begin tot eind en maakte in de met 0–3 gewonnen groepswedstrijd tegen Mexico de 0–1. Dat was zijn eerste interlandtreffer. Hij was ook basisspeler in alle vier de wedstrijden die Zweden speelde op het EK 2020. Het lukte zijn ploeggenoten en hem niet om zich te kwalificeren voor het WK 2022.

## Erelijst
| Competitie            |              |                           |              |              |              |
| Competitie            | Aantal       | Jaren                     |              |              |              |
| IFK Göteborg          | IFK Göteborg | IFK Göteborg              | IFK Göteborg | IFK Göteborg | IFK Göteborg |
| --------------------- | ------------ | ------------------------- | ------------ | ------------ | ------------ |
| Beker van Zweden      | 1x           | 2012/13                   |              |              |              |
| FC Kopenhagen         |              |                           |              |              |              |
| Kampieon Superligaen  | 2x           | 2015/16, 2016/17          |              |              |              |
| Beker van Denemarken  | 3x           | 2014/15, 2015/16, 2016/17 |              |              |              |
| Zweden –21            |              |                           |              |              |              |
| Europees kampioen –21 | 1x           | 2015                      |              |              |              |